# انسداد أمعاء المواليد
انسداد أمعاء المواليد هو أكثر طارئ جراحيّ خلال مرحلة ما بعد الولادة. للانسداد عدد من المسبّبات، وله نتائج ممتازة إذا ما شُخّص في الوقت المُناسب وعولج بشكل بمناسب. 
يُشتبه بهذا التشخيص عند وجود الاستسقاء السلوي، قيء صفراوي (يحوي العصارة الصفراوية)، فشل تبرّز العقي خلال اليوم الأوّل، أو انتفاخ في البطن. تختلف أعراض انسداد الأمعاء، فقد تكون أعراضًا بالغة البساطة يسهل السهو عنها خلال الفحص السريري، وقد تكون أعراضًا واضحة تشمل انتفاخًا ضخمًا للبطن، صعوبة في التنفّس، وصدمة لجهاز الدوران. بخلاف الأطفال الأكبر سنًا، تتدهور حالة المواليد الذين يعانون من انسداد الأمعاء بسرعة. 

## التشخيص والعلاج
يُقسّم انسداد أمعاء المواليد إلى قسمين عامّين؛ انسداد عال (أو دانٍ)، وانسداد منخفض (أو قَصيّ)، ويُشتبه بكليهما حين يفشل المولود في تبرّز العقي عند الولادة. الانسداد العالي قد يُشتبه به عند وجود علامة الفُقّاعتين (علامة في التشخيص التصويريّ يظهر فيها فُقاعتا هواء في البطن، ممثّلتين حلقتين متباعدتين من الأمعاء). 

## تنبّؤ سير العلاج
عند التّدخل المبكّر، مُضاعفات الانسداد ووفيّاته منخفضة. النتيجة تعتمد على وجود عيوب خَلقيّة مصاحبة، وعلى التأخير في التشخيص والعلاج. 

## شيوع المرض
يقدّر حدوث الانسداد بواحد لكل ألفي مولود. 